# Flöha
Flöha est une petite ville de Saxe (Allemagne), située dans l'arrondissement de Saxe centrale, dans le district de Chemnitz. Elle se trouve à la confluence de la Zschopau et de la Flöha, ce qui explique son blason.

## Histoire
Flöha été mentionnée pour la première fois dans les textes en 1346. Elle croît pendant l'industrialisation du XIXe siècle et acquiert le statut de ville en 1933. Elle profite aujourd'hui de sa proximité avec Chemnitz.

## Personnalités liées à la ville
- Lothar Kreyssig (1898-1986), juge né à Flöha.
- Heinrich Bauer (1935-1993), archéologue née à Falkenau.
- Anita Nüßner (1935-), kayakiste née à Plaue.
- Marcus Popp (1981-), joueur de volley-ball né à Flöha.